# Florian Schillinger
Florian Schillinger (ur. 31 stycznia 1985 r. we Freudenstadt) – niemiecki narciarz, specjalista kombinacji norweskiej, czterokrotny medalista mistrzostw świata juniorów oraz zwycięzca Pucharu Kontynentalnego.

## Kariera
Po raz pierwszy na arenie międzynarodowej Florian Schillinger pojawił się 4 stycznia 2002 roku, kiedy wystartował w zawodach Pucharu Świata B w Klingenthal. Zajął wtedy 38. miejsce w sprincie. W zawodach tego cyklu (obecnie Puchar Kontynentalny) startował w 2008 roku, najlepsze wyniki osiągając w sezonie 2005/2006, w którym triumfował w klasyfikacji generalnej. Pięciokrotnie stawał na podium odnosząc przy tym dwa zwycięstwa.
W Pucharze Świata zadebiutował 30 grudnia 2004 roku w Oberhofie, gdzie zajął 27. miejsce w konkursie rozgrywanym metodą Gundersena. Tym samym już w swoim debiucie zdobył pierwsze pucharowe punkty. W klasyfikacji generalnej sezonu 2004/2005 zajął ostatecznie 44. pozycję. Był to najlepszy sezon Schillingera w Pucharze Świata. Niemiec nigdy nie stanął na podium zawodów tego cyklu.
W 2002 roku wystartował na mistrzostwach świata juniorów w Schonach, gdzie wspólnie z kolegami zdobył złoty medal w zawodach drużynowych. Podczas mistrzostw świata juniorów w Stryn w 2004 roku w drużynie zdobył tym razem srebrny medal. Największy sukces osiągnął jednak rok później, na mistrzostwach świata juniorów w Rovaniemi, gdzie zdobył złoty medal w drużynie, a w sprincie wywalczył srebro. Na tych mistrzostwach był także czwarty w Gundersenie, przegrywając walkę o brązowy medal z Finem Anssim Koivurantą.
W 2011 roku zakończył karierę.

## Osiągnięcia

### Mistrzostwa świata juniorów
| Miejsce | Dzień       | Rok  | Miejscowość | Konkurencja           | Wynik zwycięzcy | Strata  | Zwycięzca    |
| ------- | ----------- | ---- | ----------- | --------------------- | --------------- | ------- | ------------ |
| 1.      | 25 stycznia | 2002 | Schonach    | Sztafeta K90/4x5 km   | 844,0 pkt       | -       | -            |
| 2.      | 6 lutego    | 2004 | Stryn       | Sztafeta K90/4x5      | 58:03,0         | +1:38,0 | Norwegia     |
| 4.      | 22 marca    | 2005 | Rovaniemi   | Gundersen HS100/10 km | 25.56,6         | +1:30,1 | Petter Tande |
| 1.      | 24 marca    | 2005 | Rovaniemi   | Sztafeta HS100/4x5    | 44:17,1         | -       | -            |
| 2.      | 26 marca    | 2005 | Rovaniemi   | Sprint HS100/5 km     | 14:02,1         | +3,9    | Petter Tande |

### Puchar Świata

#### Miejsca w klasyfikacji generalnej
- sezon 2004/2005: 44.
- sezon 2005/2006: 50.

#### Miejsca na podium chronologicznie
Schillinger nie stał na podium indywidualnych zawodów Pucharu Świata.

### Puchar Kontynentalny

#### Miejsca w klasyfikacji generalnej
- sezon 2001/2002: 74.
- sezon 2003/2004: 46.
- sezon 2004/2005: 4.
- sezon 2005/2006: 1.
- sezon 2006/2007: 22.
- sezon 2007/2008: 73.

#### Miejsca na podium chronologicznie
| Nr | Data          | Miejscowość | Konkurencja           | Wynik zwycięzcy | Pozycja | Strata | Zwycięzca          |
| -- | ------------- | ----------- | --------------------- | --------------- | ------- | ------ | ------------------ |
| 1. | 13 marca 2005 | Vuokatti    | Sprint HS100/7,5 km   | ?               | 3.      | +12,0  | Stephan Münchmeyer |
| 2. | 4 marca 2006  | Klingenthal | Gundersen HS140/15 km | ?               | 1.      | -      | -                  |
| 3. | 5 marca 2006  | Klingenthal | Sprint HS140/7,5 km   | ?               | 2.      | +27,4  | Ville Kähkönen     |
| 4. | 10 marca 2006 | Vuokatti    | Gundersen HS100/15 km | ?               | 2.      | +31,4  | Antti Kuisma       |
| 5. | 11 marca 2006 | Vuokatti    | Sprint HS100/7,5 km   | ?               | 1.      | -      | -                  |